# Unión del Pueblo
Unión del Pueblo (UP), fue un grupo insurgente de México, fundado por José María Ignacio Ortiz Vides, un exguerrillero guatemalteco, preparado en Vietnam. La UP lo integraban una célula de la Juventud Comunista en  Guadalajara llamada Octubre Rojo y un grupo estudiantil de la Universidad de Oaxaca.

## Formación
Su línea teórica militar fue la de la guerra popular prolongada. La Unión del Pueblo operó activamente en el Estado de México, Puebla, Oaxaca, Jalisco y alrededores durante la década de los setenta y se transformaría luego en el Partido Revolucionario Obrero Clandestino Unión del Pueblo. La Unión del Pueblo se caracterizó precisamente por su manejo de explosivos, conocimiento adquirido de la estancia en Vietnam de José María Ignacio Ortiz Vides. 
El 18 de mayo del 1996 la Partido Revolucionario Obrero Clandestino Unión del Pueblo (PROCUP), anunció su disolución para pertenecer Ejército Popular Revolucionario. y seguir su campaña armada "en otro tipo de frente".